# Forsæbning
Forsæbning eller saponifikation er oprindelig den proces hvorved sæbe fremstilles ved en reaktion mellem et fedtstof og en base. Sæbe er derfor natrium- eller kaliumsalte af fedtsyrer.
I dag bruges udtrykket "forsæbning" i videre betydning, nemlig om enhver hydrolyse af en ester ved hjælp af stærke baser som natriumhydroxid (natronlud eller kaustisk soda) eller kaliumhydroxid (kalilud). Fedtstoffer er alle estere af alkoholen glycerol og én eller flere fedtsyrer. Derfor er sæbe kun det første af en lang række produkter, der kan fremstilles på tilsvarende måde.
Forsæbningstallet angiver det antal milligram kaliumhydroxid, der skal bruges til en fuldstændig forsæbning af 1 g af en ester (f.eks. fedtstof). Dette giver kemikerne en række oplysninger om fedtsyredelen af fedtstoffet.